# Country Musume
Country Musume (カントリー娘。 Kantorī musume.?, Las hijas del campo) Fue un grupo idol femenino que pertenecía a Hello! Project, que debutó en 1999 y en 2001 se hizo su debut oficial, y desde 2000, se añadía miembros de Morning Musume, al grupo hasta 2004. En noviembre de 2014, el grupo fue devuelto a Hello! Project (En 2013 fue parte de UP-FRONT CREATE), y se cambió de nombre a Country Girls. 

## Visión General
Country Musume. Se formó en 1999 con el concepto de actividades semi-agrícolas y semi-artísticas mientras trabajaba en Hanabatake Farm, una finca centrada en granjas lecheras a cargo de Yoshitake Tanaka, quien estaba a cargo de producir en ese momento. El productor se mudó de Yoshitake Tanaka a Tsunku con el traslado de la base a Tokio en 2003 para enfocarse en actividades de artes escénicas. Desde entonces, el evento se llevó a cabo una vez al año en Hanabatake Farm, pero en 2006, el evento se llevó a cabo en Karuizawa en lugar de la habitual Hanabatake farm, y la relación con el rancho se debilitó.
Asami y Miuna se graduaron en 2007, y Mai Satoda era la única miembro, y aunque las actividades se suspendieron, ella seguía siendo parte de Country Musume.
En 2014, Satoda se convirtió en supervisora, y Momoko Tsugunaga (Que en ese entonces seguía en Berryz Kobo, antes del hiatus indefinido que fue en 2015), participó como gerente de juego. Un total de 6 personas, incluidas 3 personas seleccionadas entre los candidatos para la audición de Morning Musume, se renombró como Country Girls con la intención de ser "Un grupo de clase mundial".

## Historia

### 1999
El 27 de abril, Rinne Toda, Hiromi Yanagihara y Azusa Kobayashi, aprobaron la audición, y serían las que formarían el grupo.
En julio, Yanagihara murió en un accidente automovilístico en Hokkaido (16 de julio) 1 semana antes del lanzamiento de "Futari no Hokkaido" (23 de julio).
El 23 de marzo, Kobayashi se retiró debido a un estrés psicológico. Dejando a Toda como la único miembro de Country Musume.

### 2000
Asami Kimura se unió en mayo. Al mismo tiempo, Toda cambió su apodo a Rinne.
Se lanzó la primera película "Country Girl Hokkaido Bokujou Monogatari", y también se lanzó el tema principal "Koi ga Suteki na Kisetsu".

### 2001
En abril, hizo su debut oficial con "Hajimete no Happy Birthday!" bajo el nombre de "Country Musume ni Ishikawa Rika (Morning Musume)", ya que Rika Ishikawa se unió al grupo.

### 2002
El 2 de enero, Mai Satoda se convierte en nuevo miembro del grupo.
El 13 de octubre, Rinne se graduó de un evento del club de fans celebrado en Hanabatake Farm para estudiar el escenario.

### 2003
En enero, anunció que la base de actividades se trasladará a Tokio. Junto con esto, la producción cambiará de Yoshitake Tanaka a Tsunku.
El 27 de enero, Miuna Saito, se une al grupo.
En julio, Miki Fujimoto y Asami Konno, se unen al grupo con el sencillo, "Uwaki na Honey Pie", bajo el nombre de "Country Musume ni Konno to Fujimoto"
En octubre, tres miembros fueron seleccionados para el equipo de selección de fútsal, que luego se convertirá en Gatas Brilhantes H.P.

### 2006
En septiembre, tuvieron su primer concierto en SHIBUYA-AX.
Desde el verano, las actividades en solitario de Satoda han aumentado.
El 25 de noviembre, Asami y Miuna anunciaron que Miuna y Asami se graduarian de Hello! Project el 28 de enero de 2007.

### 2007
El 28 de enero, durante el Hello! Project 2007 Winter ~Shuuketsu! 10th Anniversary~, Asami y Miuna se graduaron, Asami dejaría la industria del entretenimiento, y Miuna dejaría UP-FRONT.

### 2014
El 11 de febrero, con Mai Satoda en los Estados Unidos, anuncio una audición para nuevos miembros, pero el 7 de agosto se anunció que no hubo ganadoras.
El 5 de noviembre, se anunció que Country Musume, cambiaria de nombre a Country Girls, y que retomarían actividades.

## Miembros

### Miembros Originales
| Nombre            | Escritura Natal | Apodo                               | Apodo en idioma original            | Sencillo debut           | Último Sencillo          |
| ----------------- | --------------- | ----------------------------------- | ----------------------------------- | ------------------------ | ------------------------ |
| Hiromi Yanagihara | 柳原尋美        | Hiromi                              | ひろみ                              | Futari no Hokkaido       | Futari no Hokkaido       |
| Azusa Kobayashi   | 小林梓          | Azusa                               | あずさ                              | Futari no Hokkaido       | Futari no Hokkaido       |
| Rinne Toda        | 戸田鈴音        | Todda (1999-2000) Rinne (2000-2002) | 戸田 (1999-2000) りんね (2000-2002) | Futari no Hokkaido       | Iroppoi Onna ~SEXY BABY~ |
| Asami Kimura      | 木村麻美        | Asami                               | あさみ                              | Koi no Suteki na Kisetsu | Shining Itoshiki Anata   |
| Miuna Saito       | 斎藤美海        | Miuna                               | みうな                              | Uwaki na Honey Pie       | Shining Itoshiki Anata   |

### De Morning Musume
| Nombre        | Escritura Natal | Sencillo Debut               | Último Sencillo        | Año de duración |
| ------------- | --------------- | ---------------------------- | ---------------------- | --------------- |
| Rika Ishikawa | 石川梨華        | Hajimente no Happy Birthday! | BYE BYE Saigo no Yoru  | 2000-2002       |
| Asami Konno   | 紺野あさ美      | Uwaki na Honey Pie           | Shining Itoshiki Anata | 2003-2005       |
| Miki Fujimoto | 藤本美貴        | Uwaki na Honey Pie           | Shining Itoshiki Anata | 2003-2005       |

## Discografía

### Álbumes

#### De estudio
- Country Musume Daizenshuu ①
- Country Musume Daizenshuu ②

#### Best Álbum
- Country Musume Mega Best

### Sencillos

#### Indies
- Futari no Hokkaido
- Yukigeshiki
- Hokkaido Shalala
- Koi ga Suteki na Kisetsu

#### Country Musume ni Ishikawa Rika (Moring Musume)
- Hajimete no Happy Birthday! (Debut Oficial)
- Koibito wa Kokoro no Ouendan
- Iroppoi Onna ~SEXY BABY~
- BYE BYE Saigo no Yoru

#### Country Musume ni Konno to Fujimoto (Morning Musume)
- Uwaki na Honey Pie
- Senpai ~LOVE AGAIN~
- Shining Itoshiki Anata

#### Mai Satoda
- Oyaji no Kokoro ni Tomotta Chiisa na Hi ~Duet Version~
- Zoku - Oyaji no Kokoro ni Tomotta Chiisa na Hi